# Dunstall
Dunstall es una parroquia civil y un pueblo del distrito de East Staffordshire, en el condado de Staffordshire (Inglaterra).

## Geografía
Según la Oficina Nacional de Estadística británica, Dunstall tiene una superficie de 8,07 km².

## Demografía
Según el censo de 2001, Dunstall tenía 215 habitantes (51,16% varones, 48,84% mujeres) y una densidad de población de 26,64 hab/km². El 17,21% eran menores de 16 años, el 78,14% tenían entre 16 y 74, y el 4,65% eran mayores de 74. La media de edad era de 40,03 años. Del total de habitantes con 16 o más años, el 23,6% estaban solteros, el 62,36% casados, y el 14,04% divorciados o viudos.
Según su grupo étnico, el 97,22% de los habitantes eran blancos y el 2,78% asiáticos. La mayor parte (93,49%) eran originarios del Reino Unido. El resto de países europeos englobaban al 1,4% de la población, mientras que el 5,12% había nacido en cualquier otro lugar. El cristianismo era profesado por el 79,72%, el islam por el 2,3%, y cualquier otra religión, salvo el budismo, el hinduismo, el judaísmo y el sijismo, por el 1,38%. El 7,83% no eran religiosos y el 8,76% no marcaron ninguna opción en el censo.
Había 90 hogares con residentes.